# Sunni Hughes
Linda "Sunni" Hughes (9 de junho de 1968) é uma futebolista profissional australiana que atua como atacante

## Carreira
Sunni Hughes representou a Seleção Australiana de Futebol Feminino, nas Olimpíadas de 2000. 